# Emily Bolton
Emily Bolton, född 1951 i Aruba, är en nederländsk-brittisk skådespelerska.

## Rollista i urval
- 1975 – De överlevande (TV-serie)
- 1975–1976 – Månbas Alpha (TV-serie)
- 1976 – De fördömdas resa
- 1977 – Anna Karenina (TV-serie)
- 1977 – Valentino
- 1978 – Helgonet återvänder (TV-serie)
- 1979 – Moonraker
- 1983 – Krigets vindar (TV-serie)